# 西三河

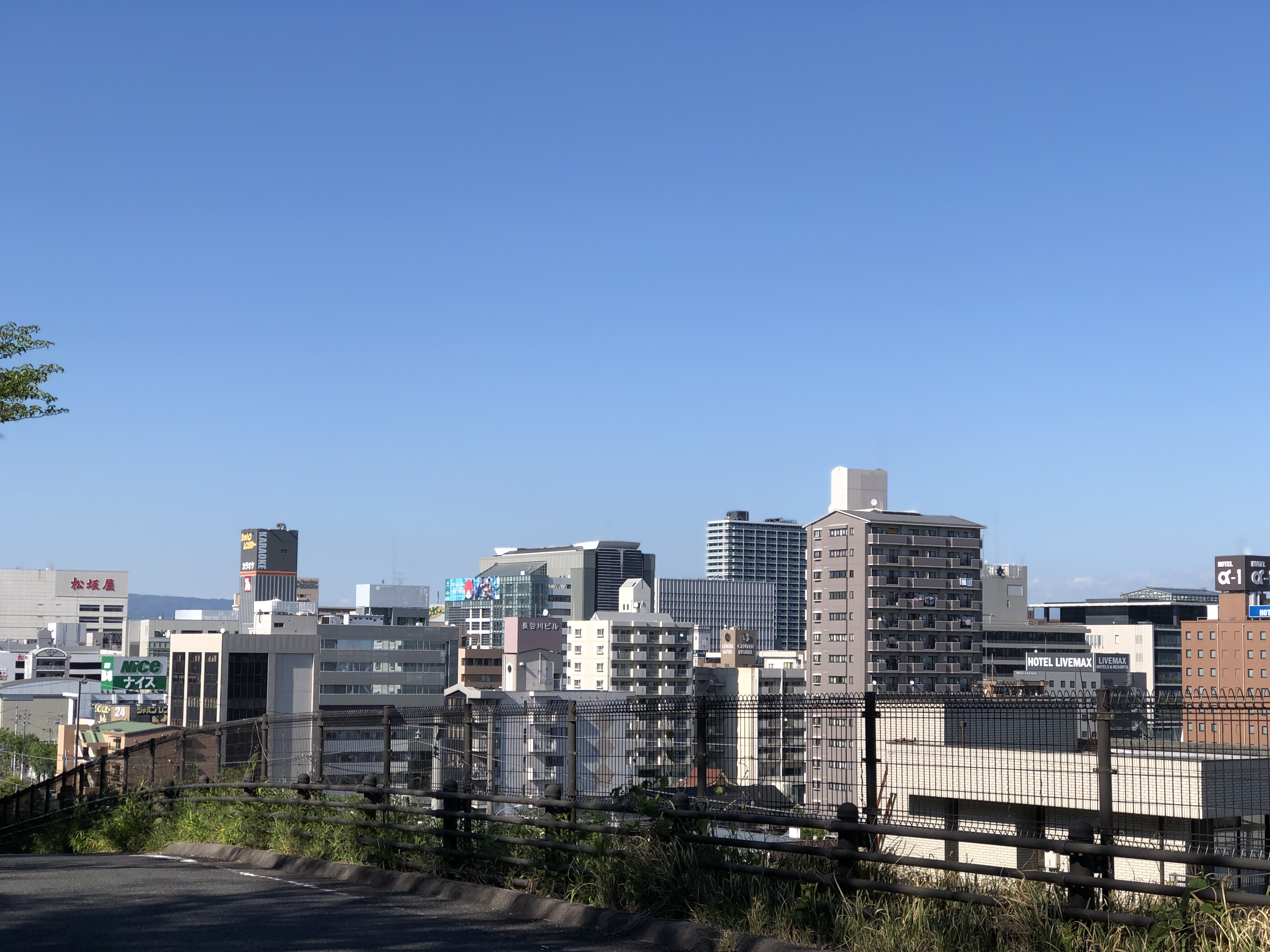
豊田市（中核市）

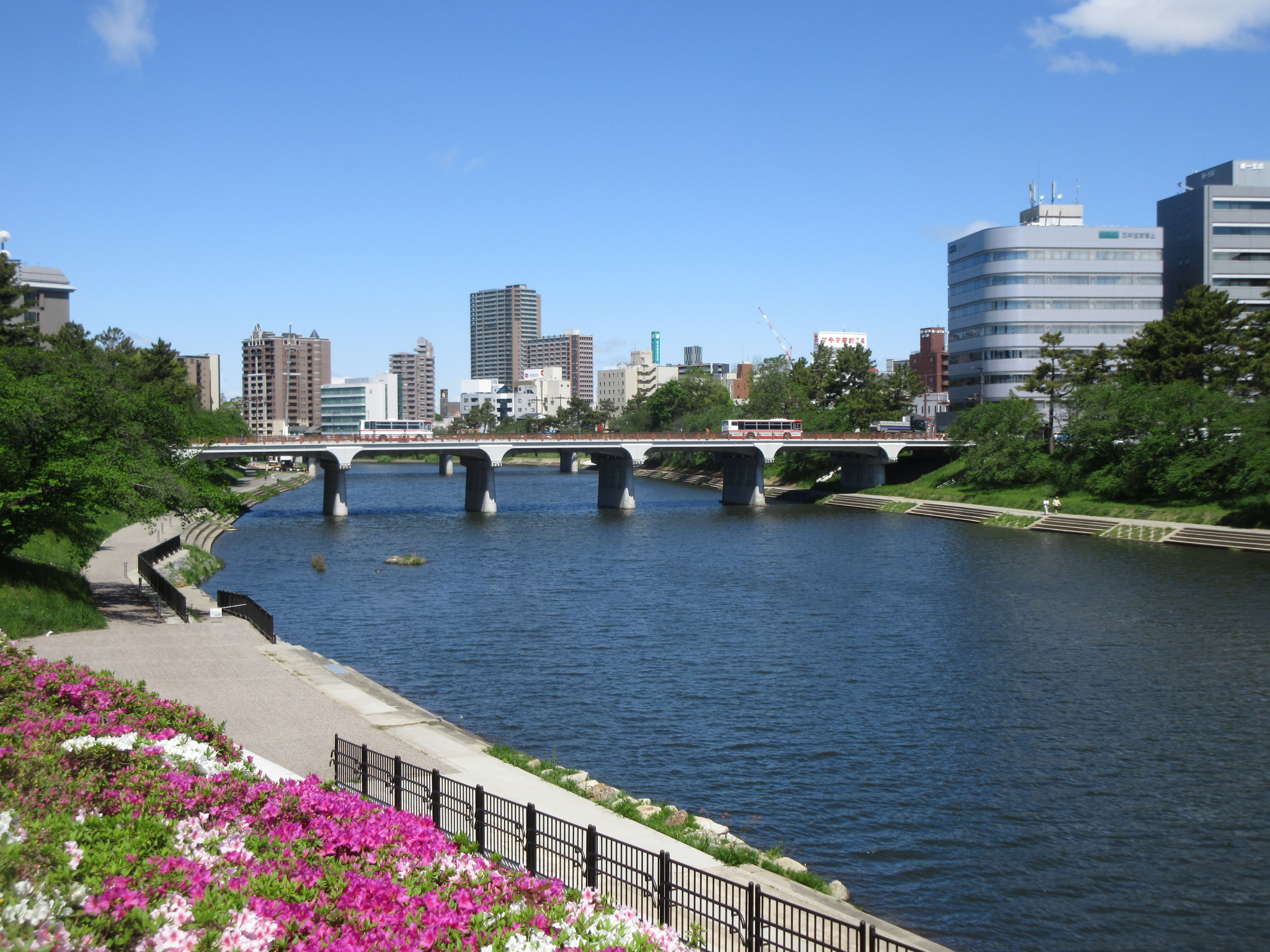
岡崎市（中核市）

西三河（にしみかわ）は、愛知県の中部を指す。現在の愛知県政においては9市（豊田市、岡崎市、
碧南市、刈谷市、安城市、西尾市、知立市、高浜市、みよし市）と1町（額田郡幸田町）を範囲とする。
原義は令制国の三河国の西半分で、矢作川流域の碧海郡、幡豆郡、額田郡、加茂郡から成る地方である。

## 自然地理
山
- 美濃三河高原 - 三河山地 - 幡豆山地
- 猿投山

平野
- 岡崎平野

川
- 矢作川

## 歴史
易林本の『節用集』によると、参河（三河）国は「山河多く、水の便が悪く、五穀不熟国で乏しく、下の小国」とある。三河は、現在は愛知県西部となっている尾張国と比べて山がちで、しかも乾燥した痩せた台地が広がっていた。三河のうち矢作川流域については明治時代の明治用水の開削まで農業生産能力が低く、尾張のほか近隣の美濃国（岐阜県南部）や伊勢国（三重県北中部）などに後れを取っていた。
中世は各地に土豪が乱立し不安定な状態が続いたが、質実剛健な風土を育んだ面もある。足利一族（細川氏や仁木氏、吉良氏、一色氏、今川氏）と縁が深い地域の一方で、土豪層からは室町・戦国・江戸期の徳川氏（松平氏）が起こり、天下人の徳川家康を輩出した。近現代ではトヨタグループの発祥地となった。
愛知県内でも特に西三河は浄土真宗など浄土系仏教の信者が多く、戦国時代には全国有数の規模の一向一揆（三河一向一揆）を引き起こしている。

### 古代
成務朝に三河国造が設置されたとの記事が『先代旧事本紀』に見える。
古代の西三河は、現在の範囲よりもさらに広かった。三河湾3島（日間賀島、篠島、佐久島）は幡豆郡に所属していた。現在の長野県根羽村、後世では東三河に位置付けられる設楽町の名倉・津具、現在の豊根村全域、現在は豊田市の一部である旧稲武町は、加茂郡に所属していた。額田郡域は、現在の岡崎市の過半と幸田町の東半分に留まる。西三河の中央の平坦地は、碧海郡域。現在は、幸田町の属する額田郡以外は全て市域となり消滅している。

### 平安時代まで
古代から平安時代まで、矢作川西岸の旧碧海郡が西三河の中央を占め、多数の集落があり人口も最大であった。旧碧海郡は、現在の西三河に存在する9市のうち、みよし市を除く8市に跨っていた。現在の油ヶ淵辺りは三河湾の入り江であり、湊として機能していた。

### 鎌倉時代から室町時代まで
鎌倉時代になって、鎌倉幕府の有力武士の足利義氏が承久の乱鎮圧に功績をあげて三河守護になってから、足利氏とその一族が三河に土着して所領を持つようになった。特に額田郡の細川氏と仁木氏、幡豆郡の今川氏や吉良氏、一色氏は、足利一族として有名である。建武2年（1335年）の矢作川の戦いでは、後醍醐天皇軍に対するため、足利尊氏の下に三河の足利一族が総結集した。室町幕府成立後も、三河は征夷大将軍の足利一門にとって重要拠点であり続け、足利氏の一族が三河守護を歴任した。

### 戦国時代
応仁の乱後、戦国時代に突入すると、松平郷から起こった松平氏が、岩津を本拠として西三河一帯に勢力を拡張した。その中から、安祥城を本拠とした安城松平家（徳川本家）が、今川氏の攻撃などで衰退した岩津松平家に代わって松平氏宗家として台頭。松平清康の代に、大草松平家を破って安城・岡崎を兼領し、一時は東三河・三河山間部を従え、三河国全域を統一する。森山崩れにより松平氏の勢力は瓦解し、尾張の織田氏が安祥城を占拠。その後、三河は駿河の今川氏の属領となる。
清康の孫の松平元康（後の徳川家康）は、桶狭間の戦いでの今川義元の敗死以後、岡崎城を奪還し、今川氏からの独立を宣言。義元を討った織田信長と結び（清洲同盟）、後顧の憂いをなくすと、三河一向一揆、東三河攻略を経て、三河国をほぼ統一した。その後、徳川家康は織田信長と豊臣秀吉に従い、関東への移封や関ヶ原の戦いでの勝利を経て征夷大将軍の宣下を受け、江戸幕府を開府する。

### 江戸時代
江戸時代、西三河は譜代大名の小藩や旗本領、寺社領、天領などが混在していた。この点、尾張徳川家によってほぼ一国支配が徹底していた隣国の尾張とは対照的であった。主な藩としては岡崎藩、刈谷藩、西尾藩、挙母藩、奥殿藩、西大平藩、明治期に短期間存在した重原藩などがある。大岡裁きで有名な大岡忠相や享保の改革で活躍した老中水野忠之などは、この西三河に所領を持っている。

### 明治維新～現代
幕末・明治維新期には、矢作川から導水した明治用水の測量・開削が行われ、農業の発展・水道の安定供給基盤が整備された。大正時代以後は、豊田自動織機（刈谷市）やトヨタ自動車（豊田市）などトヨタグループ各社の本社・工場と協力会社・下請け企業が西三河地方一帯に集中立地し、現在の「トヨタ王国」に至る。こうした背景から、2014年には西三河地区の製造品出荷額は23兆4054億円と愛知全県の約53％を占めるようになった。
交通の発達と共に通勤・通学・商業の面で名古屋市との繋がりが強くなっている。強い産業力を背景に若い世代の流入や出生率の高さもあって人口増加が続いているが、山間部や沿岸部では過疎化が進行している。

## 交通網

### 主な鉄道
| 東海旅客鉄道 - 東海道本線 | 名古屋鉄道 - 名古屋本線 - 三河線 - 豊田線 - 西尾線 | 愛知環状鉄道 - 愛知環状鉄道線 |

### 主な道路
| 高速道路 - 東名高速道路 - 新東名高速道路 - 伊勢湾岸自動車道 | 国道 - 国道1号 - 国道23号 - 国道153号 - 国道155号 - 国道247号 - 国道248号 |

### 港湾
- 衣浦港

## 自治体
西三河地方を構成する4郡の内もっとも早くに所属全町村が市制施行し消滅した碧海郡は、安城市、刈谷市、知立市、高浜市、碧南市の全域と、豊田市南部（高岡・上郷）、岡崎市の西部（矢作）と南部（六ツ美）、西尾市北部（米津・南中根）と、実に8市に跨がる。
昭和と平成に大規模な市町村合併があったために、自治体の中には複数の郡に跨がっている所がある。上記の豊田市、岡崎市、西尾市と碧海郡の例以外には、額田郡幸田町は西半分が幡豆郡（旧豊坂村）であった。
豊田市は西加茂郡（現・みよし市の市域を除く）、東加茂郡全域と合併しているが、旧下山村は、昭和の大合併で額田郡の同名の村の一部を併合し、旧稲武町は豊田市との合併に先立って、北設楽郡から東加茂郡に郡の変更が行われた。稲武町は16世紀までは加茂郡に属していたので、元に戻ったとも言える。

### 郡
- 碧海郡
- 幡豆郡
- 額田郡
- 加茂郡（西加茂郡、東加茂郡）

### 市町村
- 豊田市（中核市）
- 岡崎市（中核市）
- 碧南市
- 刈谷市
- 安城市
- 西尾市
- 知立市
- 高浜市
- みよし市
- 額田郡
  - 幸田町

## 都市圏

### 「10%都市圏（通勤圏）」
以下は、西三河地区の10%通勤圏である。一般的な都市圏の定義については都市圏を参照。
都市雇用圏（10% 通勤圏）の変遷
都市雇用圏を構成しない自治体は、各統計年の欄で灰色かつ「-」で示す。
| 自治体 ('80) | 1980年                 | 1990年                 | 1995年                 | 2000年                 | 2005年                 | 2010年                 | 2015年                    | 自治体 （現在） |
| ------------ | ---------------------- | ---------------------- | ---------------------- | ---------------------- | ---------------------- | ---------------------- | ------------------------- | --------------- |
| 岡崎市       | 岡崎 都市圏 29万7401人 | 岡崎 都市圏 34万7301人 | 岡崎 都市圏 36万4689人 | 岡崎 都市圏 37万9118人 | 岡崎 都市圏 39万9403人 | 岡崎 都市圏 41万0287人 | 名古屋 都市圏 687万1632人 | 岡崎市          |
| 額田町       | 岡崎 都市圏 29万7401人 | 岡崎 都市圏 34万7301人 | 岡崎 都市圏 36万4689人 | 岡崎 都市圏 37万9118人 | 岡崎 都市圏 39万9403人 | 岡崎 都市圏 41万0287人 | 名古屋 都市圏 687万1632人 | 岡崎市          |
| 幸田町       | 岡崎 都市圏 29万7401人 | 岡崎 都市圏 34万7301人 | 岡崎 都市圏 36万4689人 | 岡崎 都市圏 37万9118人 | 岡崎 都市圏 39万9403人 | 岡崎 都市圏 41万0287人 | 名古屋 都市圏 687万1632人 | 幸田町          |
| 碧南市       | 碧南 都市圏 6万2014人  | 碧南 都市圏 6万5743人  | 碧南 都市圏 6万6956人  | 碧南 都市圏 6万7812人  | 碧南 都市圏 7万1408人  | 碧南 都市圏 7万2018人  | 名古屋 都市圏 687万1632人 | 碧南市          |
| 刈谷市       | 刈谷 都市圏 13万7173人 | 刈谷 都市圏 20万7245人 | 刈谷 都市圏 21万9863人 | 刈谷 都市圏 23万2726人 | 刈谷 都市圏 24万9570人 | 刈谷 都市圏 25万8206人 | 名古屋 都市圏 687万1632人 | 刈谷市          |
| 高浜市       | 刈谷 都市圏 13万7173人 | 刈谷 都市圏 20万7245人 | 刈谷 都市圏 21万9863人 | 刈谷 都市圏 23万2726人 | 刈谷 都市圏 24万9570人 | 刈谷 都市圏 25万8206人 | 名古屋 都市圏 687万1632人 | 高浜市          |
| 知立市       | 名古屋 都市圏          | 刈谷 都市圏 20万7245人 | 刈谷 都市圏 21万9863人 | 刈谷 都市圏 23万2726人 | 刈谷 都市圏 24万9570人 | 刈谷 都市圏 25万8206人 | 名古屋 都市圏 687万1632人 | 知立市          |
| 安城市       | 安城 都市圏 12万3840人 | 安城 都市圏 14万2165人 | 安城 都市圏 14万9460人 | 安城 都市圏 15万8744人 | 安城 都市圏 17万0250人 | 安城 都市圏 17万8691人 | 名古屋 都市圏 687万1632人 | 安城市          |
| 三好町       | 豊田 都市圏 34万0596人 | 豊田 都市圏 39万8985人 | 豊田 都市圏 42万0204人 | 豊田 都市圏 43万9525人 | 豊田 都市圏 46万8393人 | 豊田 都市圏 48万1585人 | 豊田 都市圏 48万4352人    | みよし市        |
| 豊田市       | 豊田 都市圏 34万0596人 | 豊田 都市圏 39万8985人 | 豊田 都市圏 42万0204人 | 豊田 都市圏 43万9525人 | 豊田 都市圏 46万8393人 | 豊田 都市圏 48万1585人 | 豊田 都市圏 48万4352人    | 豊田市          |
| 藤岡町       | 豊田 都市圏 34万0596人 | 豊田 都市圏 39万8985人 | 豊田 都市圏 42万0204人 | 豊田 都市圏 43万9525人 | 豊田 都市圏 46万8393人 | 豊田 都市圏 48万1585人 | 豊田 都市圏 48万4352人    | 豊田市          |
| 小原村       | 豊田 都市圏 34万0596人 | 豊田 都市圏 39万8985人 | 豊田 都市圏 42万0204人 | 豊田 都市圏 43万9525人 | 豊田 都市圏 46万8393人 | 豊田 都市圏 48万1585人 | 豊田 都市圏 48万4352人    | 豊田市          |
| 旭町         | 豊田 都市圏 34万0596人 | 豊田 都市圏 39万8985人 | 豊田 都市圏 42万0204人 | 豊田 都市圏 43万9525人 | 豊田 都市圏 46万8393人 | 豊田 都市圏 48万1585人 | 豊田 都市圏 48万4352人    | 豊田市          |
| 足助町       | 豊田 都市圏 34万0596人 | 豊田 都市圏 39万8985人 | 豊田 都市圏 42万0204人 | 豊田 都市圏 43万9525人 | 豊田 都市圏 46万8393人 | 豊田 都市圏 48万1585人 | 豊田 都市圏 48万4352人    | 豊田市          |
| 下山村       | 豊田 都市圏 34万0596人 | 豊田 都市圏 39万8985人 | 豊田 都市圏 42万0204人 | 豊田 都市圏 43万9525人 | 豊田 都市圏 46万8393人 | 豊田 都市圏 48万1585人 | 豊田 都市圏 48万4352人    | 豊田市          |
| 稲武町       | -                      | -                      | -                      | -                      | 豊田 都市圏 46万8393人 | 豊田 都市圏 48万1585人 | 豊田 都市圏 48万4352人    | 豊田市          |
| 西尾市       | 西尾 都市圏 13万2419人 | 西尾 都市圏 14万1904人 | 西尾 都市圏 15万8673人 | 西尾 都市圏 14万6751人 | 西尾 都市圏 16万3232人 | 西尾 都市圏 16万5298人 | 名古屋 都市圏             | 西尾市          |
| 一色町       | 西尾 都市圏 13万2419人 | 西尾 都市圏 14万1904人 | 西尾 都市圏 15万8673人 | 西尾 都市圏 14万6751人 | 西尾 都市圏 16万3232人 | 西尾 都市圏 16万5298人 | 名古屋 都市圏             | 西尾市          |
| 吉良町       | 西尾 都市圏 13万2419人 | 西尾 都市圏 14万1904人 | 西尾 都市圏 15万8673人 | 西尾 都市圏 14万6751人 | 西尾 都市圏 16万3232人 | 西尾 都市圏 16万5298人 | 名古屋 都市圏             | 西尾市          |
| 幡豆町       | 蒲郡 都市圏            | -                      | 西尾 都市圏 15万8673人 | 蒲郡 都市圏            | 西尾 都市圏 16万3232人 | 西尾 都市圏 16万5298人 | 名古屋 都市圏             | 西尾市          |

- 2005年（平成17年）4月1日 - 豊田市が藤岡町・小原村、足助町・下山村・旭町・稲武町を編入。
- 2006年（平成18年）1月1日 - 岡崎市が額田町を編入。
- 2010年（平成22年）1月4日 - 三好町が市制施行してみよし市となった。
- 2011年（平成23年）4月1日 - 西尾市が一色町・吉良町・幡豆町を編入。

## 県の地方機関
- 西三河事務所（エリア：岡崎市、碧南市、刈谷市、安城市、西尾市、知立市、高浜市、額田郡）
- 豊田加茂事務所（エリア：豊田市、みよし市）

### 市外局番
- 0561（瀬戸MA）：みよし市[注釈 1]
- 0563（西尾MA）：西尾市
- 0564（岡崎MA）：岡崎市、幸田町
- 0565（豊田MA）：豊田市[注釈 1]
- 0566（刈谷MA）：安城市、刈谷市、碧南市、知立市、高浜市

豊田市では、市町村合併により、旧市域（0565）と市外局番の異なる（0564（旧下山村）、0536（旧稲武町））地区が生じたが、2007年4月1日に0565に統一、当該地区の局番が変更された。

### 自動車のナンバープレート
西三河自動車検査登録事務所は豊田市にあり、ナンバープレートは「三河」ナンバーを用いている。省令による規則では、運輸支局または自動車検査登録事務所を表示する文字ということで「西三河」とすべきところだったが、1965年に愛知県全域で「愛」ナンバーだったのを、尾張地域と三河地域で分ける際に「西」を省略して「三河」ナンバーとした。当時は東三河も含めた三河全域が管轄だったため配慮したものと思われるが、土砂等を運搬する大型自動車への規則で定められている、荷台の両面及び後面への表示番号は「西三」とした。

#### ご当地ナンバー
2006年（平成18年）10月10日、ご当地ナンバーとして新たに「豊田」ナンバーと「岡崎」ナンバーが導入された。国土交通省は要綱に「原則複数の市町村の集合」と規定していたが、「豊田」ナンバーの対象地域がナンバー導入前に市町村合併で単独の自治体になってしまったために例外扱いとし、対象地域の拡大が図られるように努力を求めている。
対象エリア
- 豊田：豊田市
- 岡崎：岡崎市、幸田町